# Lourdes Pérez
Lourdes Pérez es una cantante y compositora puertorriqueña y una de las pocas mujeres que es decimista. Su estilo musical es una mezcla de cante jondo, la Morna, el fado y la Nueva canción. 

## Historia
Nació en San Sebastián (Puerto Rico), muchos la consideran una de las mejores cantantes femeninas de Latinoamérica. Ha cantado con los artistas Mercedes Sosa, Guillermo Velázquez y Jane Siberry. Promueve los derechos humanos por todo el mundo también. Una mujer abiertamente lesbiana, Lourdes Pérez ha escrito sobre la experiencia lésbica en la canción «Yo Pari Una Luchadora». Pérez ya vive en Texas.

## Discografía
- 1994 - Recuerdate Por Mi (Chee Wee)
- 1997 - Vestigios (Vivavoce Records)
- 2002 - Selections from Tres Oraciones (Chee Wee)
- 2003 - Pájaros de otro canto - Banda sonora original de ¿Adónde Fue Juan José? (Chee Wee)
- 2003 - Azul y Serena (Chee Wee)
- 2005 - En Vivo, Lourdes Pérez con Miriam Pérez (Chee Wee)
- 2011 - Te Llamo/Ounadikum con May Nasr" (Chee Wee)
- 2014 - "20 Años, colección" (Chee Wee)
- 2015 - "Dulce Vigilante: Remembranzas de la Región Oeste de Puerto Rico, libro ilustrado y disco compacto" (Chee Wee)